# Theristus ambronensis
Theristus ambronensis är en rundmaskart som beskrevs av Schulz 1936. Theristus ambronensis ingår i släktet Theristus och familjen Monhysteridae. Inga underarter finns listade i Catalogue of Life.